# Народно читалище „Алеко Константинов – 1954“
Народно читалище „Алеко Константинов – 1954“ е читалище, основано в Пловдив на 8 март 1954 г. от 65 ентусиасти – Партений Спасов, Аврам Генков, Теодоси Врачев и други и е получило името „Васил Коларов“. През 1989 година е сменено името му на „Алеко Константинов“. Началото на библиотечния фонд е поставен с 600 книги, като през годините достига 22 000 тома.